# Super League 2007
La Super League de 2007 fue la 113.ª temporada del rugby league de Inglaterra y la decimosegunda edición con la denominación de Super League, es el torneo de rugby league más importante de Inglaterra.

## Formato
Los equipos se enfrentaron en formato de todos contra todos, los primeros seis clasificados disputaron la postemporada, mientras que el último clasificado desciende a segunda división.
Se otorgaron 2 puntos por cada victoria, 1 por el empate y 0 por la derrota.

## Desarrollo

### Tabla de posiciones
| Pos. | Equipo                     | Encuentros | Encuentros | Encuentros | Encuentros | Tantos | Tantos | Tantos | Puntos |
| Pos. | Equipo                     | PJ         | PG         | PE         | PP         | F      | C      | Dif.   | Puntos |
| ---- | -------------------------- | ---------- | ---------- | ---------- | ---------- | ------ | ------ | ------ | ------ |
| 1    | St. Helens                 | 27         | 19         | 0          | 8          | 783    | 422    | +361   | 38     |
| 2    | Leeds Rhinos               | 27         | 18         | 1          | 8          | 747    | 487    | +260   | 37     |
| 3    | Bradford Bulls             | 27         | 17         | 1          | 9          | 778    | 560    | +218   | 33     |
| 4    | Hull FC                    | 27         | 14         | 2          | 11         | 573    | 553    | +20    | 30     |
| 5    | Huddersfield Giants        | 27         | 13         | 1          | 13         | 638    | 543    | +95    | 27     |
| 6    | Wigan Warriors             | 27         | 15         | 1          | 11         | 621    | 527    | +94    | 27     |
| 7    | Warrington Wolves          | 27         | 13         | 0          | 14         | 693    | 736    | −43    | 26     |
| 8    | Wakefield Trinity Wildcats | 27         | 11         | 1          | 15         | 596    | 714    | −118   | 23     |
| 9    | Harlequins RL              | 27         | 10         | 3          | 14         | 495    | 636    | −141   | 23     |
| 10   | Catalans Dragons           | 27         | 10         | 1          | 16         | 570    | 685    | −115   | 21     |
| 11   | Hull Kingston Rovers       | 27         | 10         | 0          | 17         | 491    | 723    | −232   | 20     |
| 12   | Salford City Reds          | 27         | 6          | 1          | 20         | 475    | 874    | −399   | 13     |

|  | Clasificados a postemporada.  |
|  | Desciende a Segunda división. |

### Postemporada

#### Fase Preliminar
| 21 de septiembre | Bradford Bulls | 30 - 31 | Wigan Warriors |  |  |

| 22 de septiembre | Hull FC | 22 - 16 | Huddersfield Giants |  |  |

#### Finales de eliminación
| 29 de septiembre | Hull FC | 28 - 21 | Wigan Warriors |  |  |

#### Finales de clasificación
| 28 de septiembre | St Helens RFC | 10 - 8 | Leeds Rhinos |  |  |

#### Semifinal
| 5 de octubre | Leeds Rhinos | 36 - 6 | Wigan Warriors |  |  |

#### Final
| 13 de octubre | St Helens RFC | 6 - 33 | Leeds Rhinos | Old Trafford, Mánchester        |  |
|               |               |        |              | Asistencia: 71.352 espectadores |  |

| Bandera de Inglaterra |
| Campeón Leeds Rhinos  |
| Quinto título         |